# Othnielosaurus consors
Othnielosaurus consors es la única especie conocida del género extinto Othnielosaurus ("lagarto de Marsh") de dinosaurio ornitisquio ornitópodo, que vivió a finales del período Jurásico, hace aproximadamente 145 y 152 millones de años, en el Kimmeridgiense y el Titoniense, en lo que hoy es Norteamérica.

## Descripción

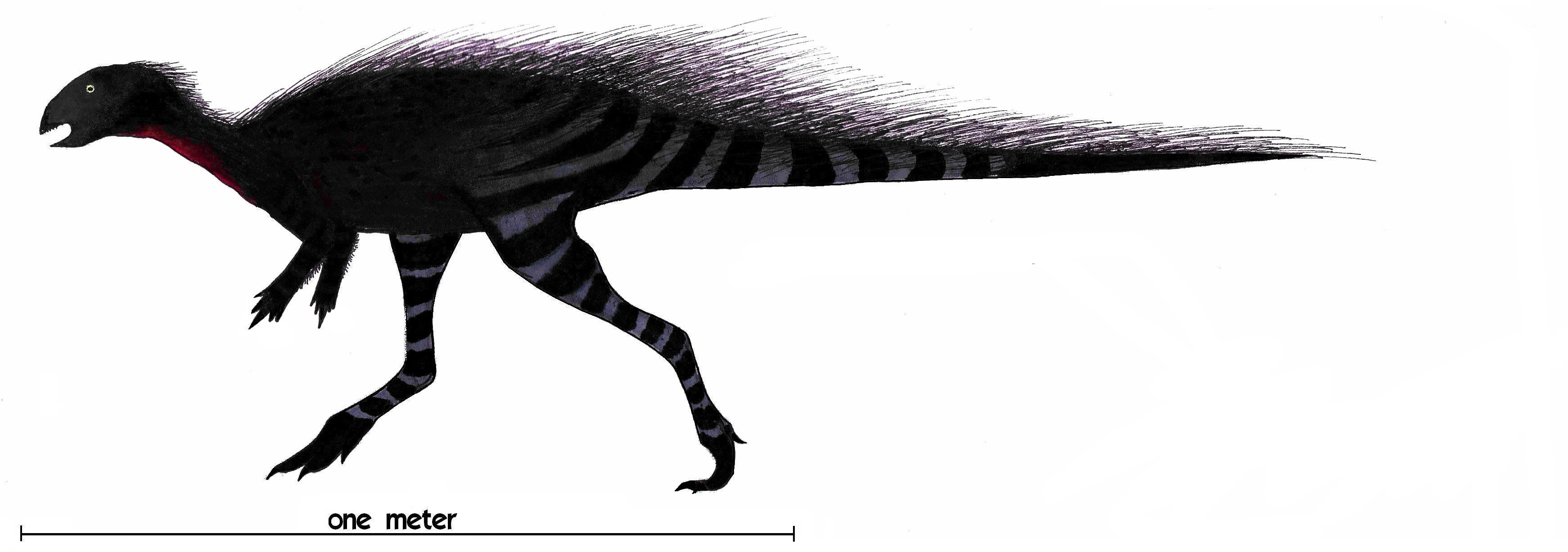
Recreación de un Othnielosaurus

Othnielosaurus se conoce de material de todas las partes del cuerpo, incluyendo dos buenos esqueletos, aunque el cráneo todavía se conozca mal. Othnielosaurus era un pequeño animal de alrededor de 2 metros de largo o menos y un peso de 10 kilogramos aproximadamente. Fue un dinosaurio bípedo con cortos miembros anteriores y fuerte patas con grandes inserciones musculares. Las manos son cortas y amplias con dedos cortos. Del cráneo parcial del espécimen tipo y el cráneo del  posible del espécimen "Barbara", se sabe que la cabeza era pequeña. Tenía pequeños dientes foliformes en la mejilla, triangular y con los pequeños cantos y los dentículos que alinean el frente y los bordes traseros y premaxilares con menos ornamentación. Como otros ornitopódos hipsilofodóntidos o del tipo iguanodóntidos como Hypsilophodon, Thescelosaurus, y Talenkauen, Othnielosaurus tenía placas finas a lo largo de las costillas.  Llamadas placas intercostales, estas estructuras fueron cartilaginosas en su origen.

## Descubrimiento e investigación
Nombrado en honor al famoso paleontólogo Othniel Charles Marsh, y asignado anteriormente al género Laosaurus. Este género fue acuñado para incluir fósiles anteriormente adentro de Othnielia, debido a que los restos de este último pueden ser demasiado escasos llevar a cabo un nombre; siendo parte de décadas de investigación para desenredar la taxonomía dejada detrás por Marsh y su rival Edward Drinker Cope en la llamada guerra de los Huesos. Othnielosaurus es usualmente clasificado como un hipsilofodóntido, un tipo de pequeños bípedos generalistas herbívoros u omnívoros, aunque las teorías recientes han puesto en duda la existencia de este grupo.

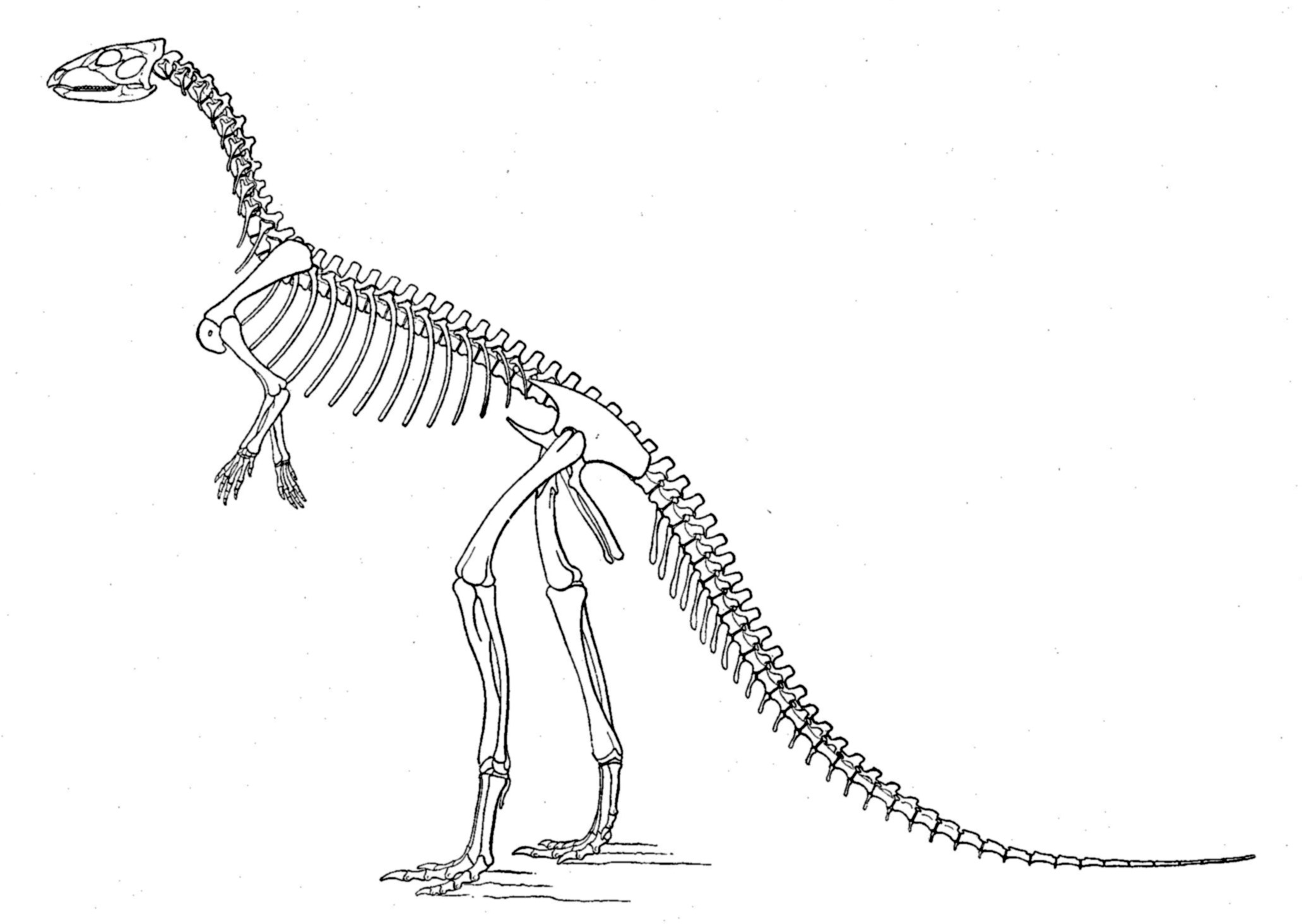
Restauración de 1896 de "Laosaurus" consors (hoy Othnielosaurus) por Othniel Charles Marsh.

O. C. Marsh nombró numerosos géneros y especies a finales de 1800 que serían considerados hipsilofodóntidos, incluyendo Nanosaurus agilis, "N." rex, Laosaurus celer, L. consors, y L. gracilis. Esta taxonomía es verdaderamente complicada, con numerosas revisiones a través de los años.
En 1877, Marsh llamó a dos especies de Nanosaurus en publicaciones separadas, basado en restos parciales de la Formación Morrison de Garden Park, Colorado. Un trabajo describió a N. agilis, basado en el ejemplar YPM 1913, cuyos restos incluyen impresiones de un dentario, y restos postcraniales incluyendo un ilion, fémur, tibia y una fíbula. En otro trabajo nombró a N. rex, una segunda especie basada en YPM 1915 (también llamado 1925 en Galton, 2007), un fémur completo. Él colocó a ambos animales entre los pequeños ("como un zorro"). Asignando a los géneros a la hoy olvidada familia biológica Nanosauridae. Al año siguiente, el nombró un nuevo género Laosaurus a partir de material recogido por Samuel Wendell Williston de Como Bluff, Wyoming. Denominó dos especies: la especie tipo L. celer, basado en 11 vértebras parciales (YPM 1875); y la pequeña L. gracilis, originalmente basada en centros de vértebras del lomo, un centro caudal, y parte de una ulna (revisada por Peter Galton en 1983, que halló que el espécimen ahora consiste en trece centros traseros y ocho caudales, partes de ambos miembros traseros). Una tercera especie, L. consors, fue establecida por Marsh en 1894 para YPM 1882, la cual consiste en la mayor parte de un esqueleto y partes articuladas de por lo menos otro individuo. El cráneo fue preservado solamente de forma parcial, y el hecho de que las vértebras estuvieran representadas solamente por los centros sugiere un crecimiento parcial del individuo. Galton (1983) observó que mucho del esqueleto montado actual fue restaurado en yeso, o tiene pintura aplicada.

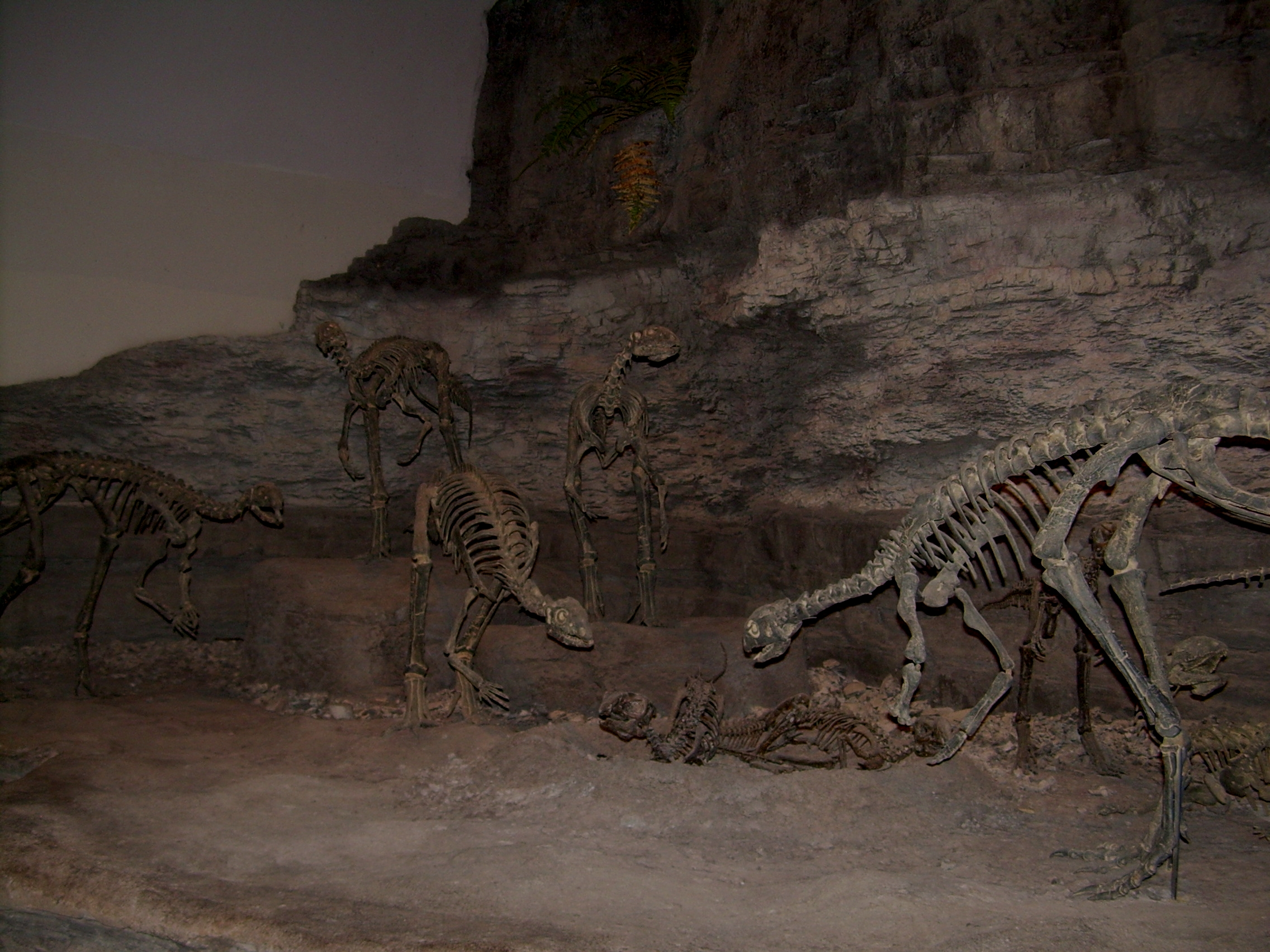
Montaje de un Othnielosaurus cuidando a sus crías

Estos animales despertaron poca atención profesional durante las décadas de 1970s y 1980s, cuando Peter Galton repasó muchos de los hipsilofodóntidos en una serie de trabajos.  En 1973, él y Jim Jensen describieron un ejemplar incompleto (BYU ESM 163 según Galton, 2007) al que le faltaba la cabeza, manos y cola como Nanosaurus (?) rex, el cual había sido dañado por otros colectores antes de la descripción.  Por 1977, ya había determinado que Nanosaurus agilis era diferente que N. rex y a este nuevo esqueleto, acuñando Othnielia para N. rex. La referencia de 1977 enterrada algo en un papel referente a la especie transcontinental de Dryosaurus, no fue elaborada pero asignó a Laosaurus consors y L. gracilis a un nuevo género, y considerando a L. celer  como nomen nudum.  La publicación de Drinker  siguió complicando las cosas.
Más recientemente, en 2007 Galton revaluó los ornitisquios de la Formación Morrison y concluyó que el fémur en el que se basa "Nanosaurus" rex y por extensión de Othnielia no es diagnóstico, y reasigna los esqueletos BYU a Laosaurus consors, cuál se basa en un material más diagnóstico. Como el género Laosaurus está también basado en material no diagnóstico le da su propia género a L. consors, Othnielosaurus. Así como resultado, en términos prácticos en qué había sido visto como Othnielia es ahora conocido como Othnielosaurus consors. Othnielia no es un sinónimo de  Othnielosaurus, debido a que están basados en especímenes distintos; sin embargo, los esqueletos que habían sido utilizados para describir y para representar a Othnielia fueron reasignados a Othnielosaurus, dejando al nombre anterior sólo con el fémur. El actual estatus de las distintas especies es el siguiente: Nanosaurus agilis es un posible ornitópodo basal, "N." rex (Othnielia) es un ornitopódo basal dudoso,  Drinker nisti es tentativamente un taxón válido, L. consors es la especie tipo de Othnielosaurus, y L. celer y L. gracilis siguen siendo considerados dudosos.

## Clasificación

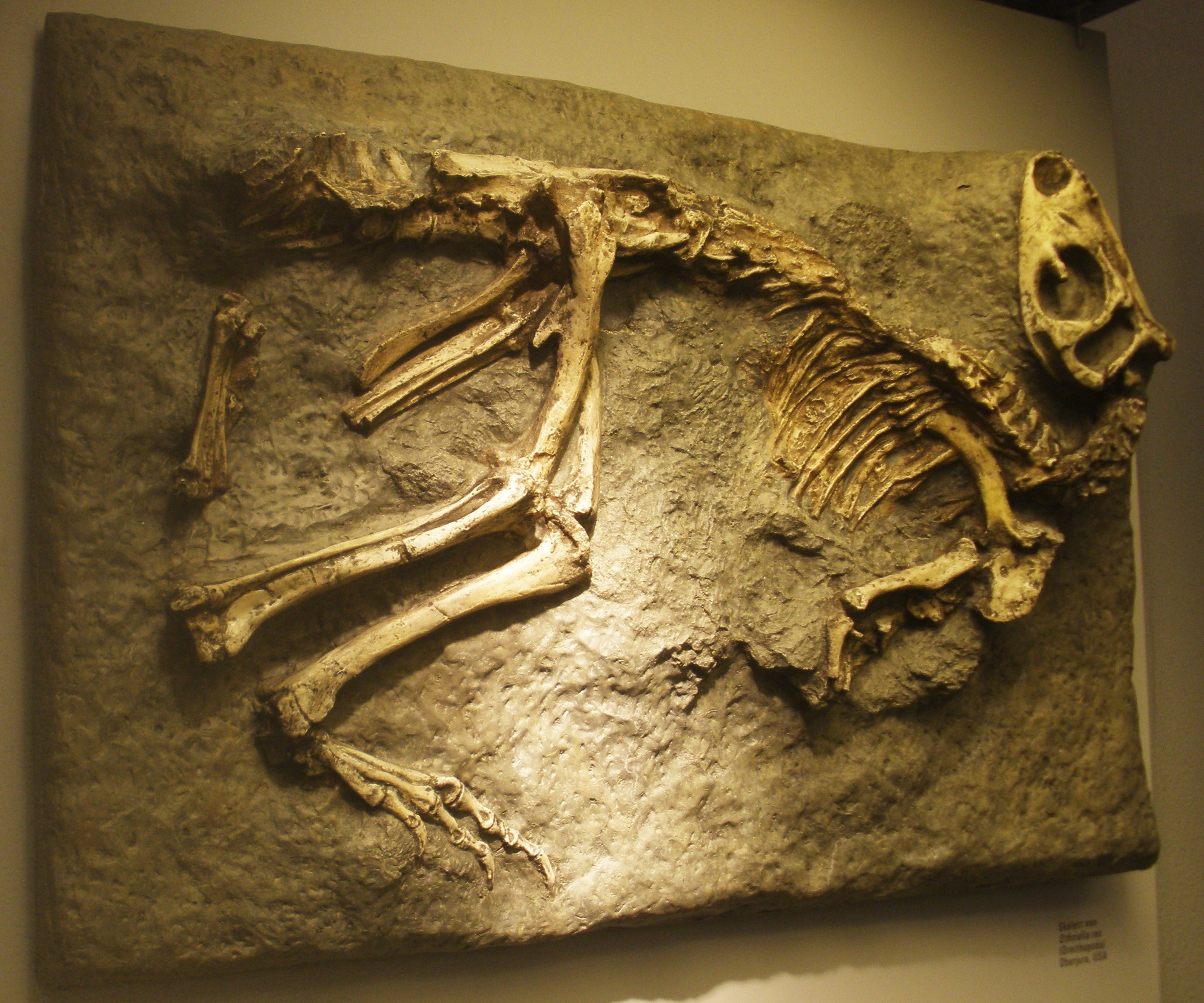
Esqueleto de Othnielosaurus consors

Othnielosaurus, previamente conocido como Laosaurus, Nanosaurus y Othnielia fue típicamente incluido dentro de los ornitópodos hipsilofódontidos, un miembro de la oscura e imprecisa familia de los pequeños corredores herbívoros, conocidos como "gacelas mesozoicas". Esta visión clásica fue desafiada en 1990 por Robert Bakker et al..  En su descripción de su nuevo taxón Drinker nisti, ellos dividieron a Othnielia en dos especies (O. rex y O. consors) y los ubicaron entre los "othnieliidos" como el más basal de los hipsilofodóntidos.  Cuando recientes análisis filogenéticos suguirieron que Hypsilophodontidae en parafilético, la idea general de "othnieliidos" como básales a otros hipsilofodóntidos se ha apoyado, aunque Drinker ha sido polémico porque virtualmente nada nuevo se ha publicado de él desde su descripción. En varias ocasiones otros ornitópodos basales han sido relacionados con Othnielosaurus, particularmente Hexinlusaurus, considerado por lo menos por un autor como una especie de "Othnielia", O. multidens. Los nuevos estudios concurren con la hipótesis de que Othnielosaurus es más basal que otros hipsilofodóntidos, llegando aún más lejos y siendo sacado de Ornithopoda al grupo más inclusivo Cerapoda, el cual también incluye a Ceratopsia y Pachycephalosauria.

## Paleoecología

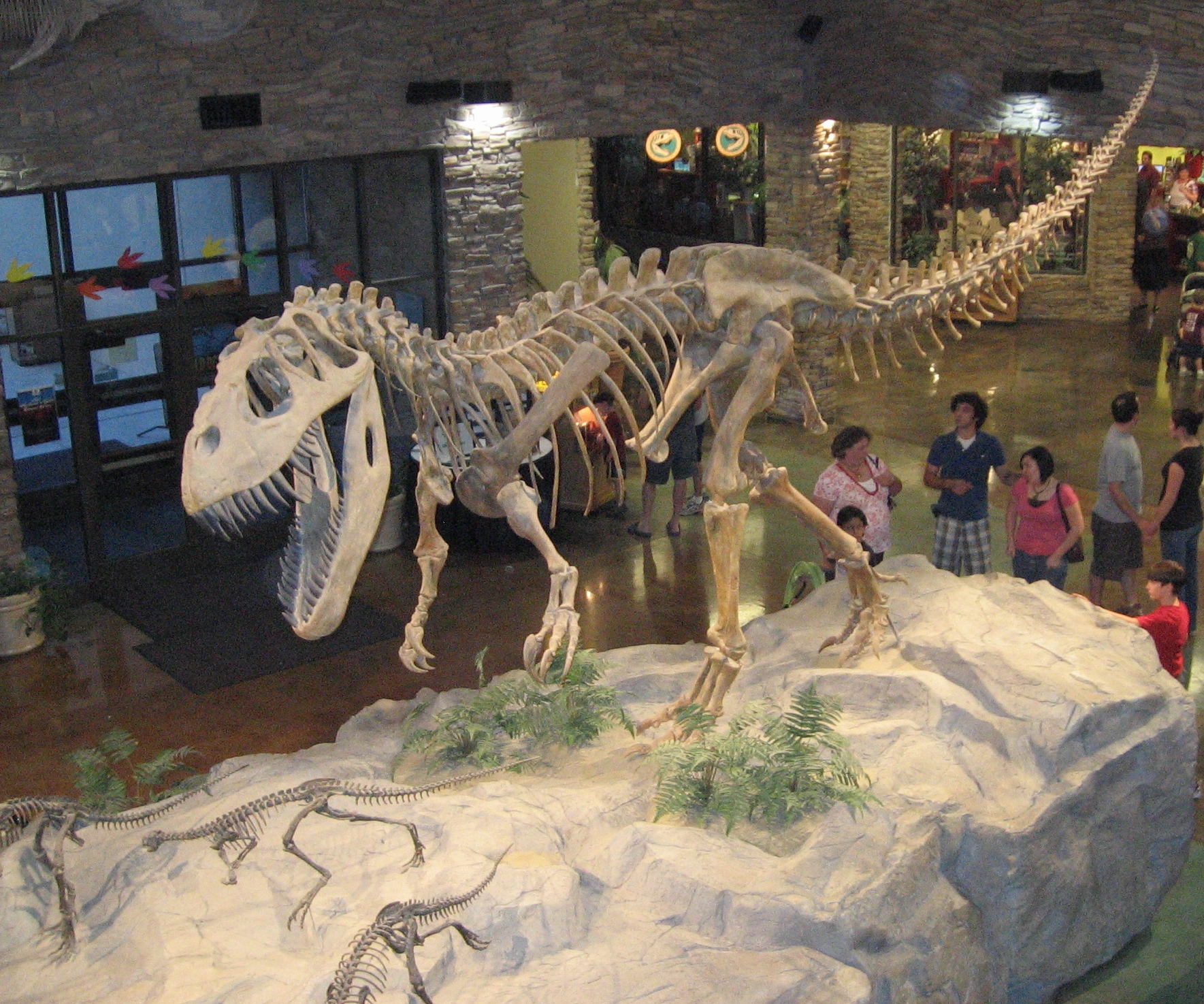
Montaje de un Torvosaurus persiguiendo a una manada de Othnielosaurus.

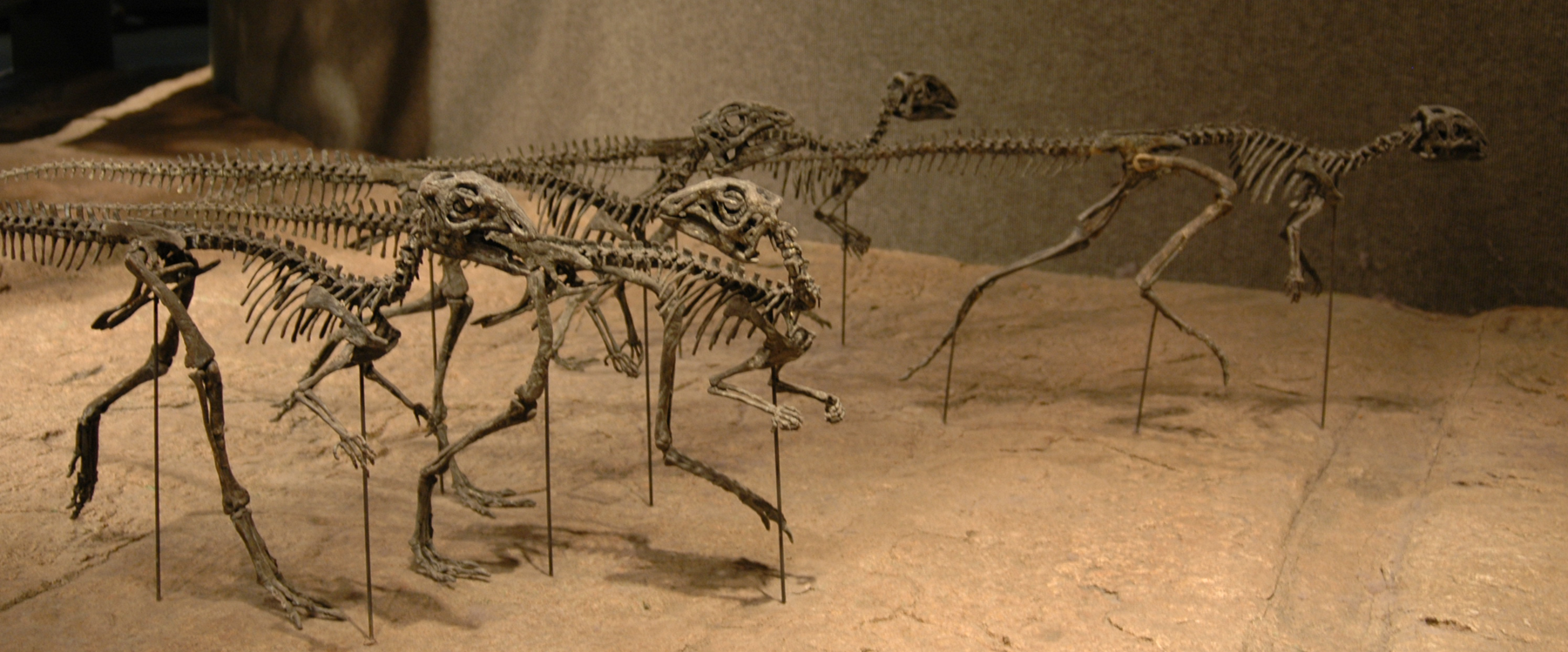
Una manada de Othnielosaurus corriendo en el Museo de Denver de Naturaleza y Ciencia.

Othnielosaurus es uno de los más pequeños dinosaurios encontrados en la Formación Morrison, diminuto en comparación con los gigantescos saurópodos. El terreno que ahora que originó esta formación geológica es interpretado como una llanura semiárida con alternancia en las estaciones seca y húmeda que se inundaba en la época de lluvias. La flora variaba desde bosque en galería en la costa de los ríos formado por coníferas, helechos arborescentes y helechos, a sabanas de helechos con escasos árboles. Ha sido, y es , un importante coto de caza de fósiles, desde algas verdes, hongos, líquenes, equisetos, helechos, cícadas, ginkgos, y varias especies de coníferas. Además de fósiles de bivalvos, caracoles, peces de aletas radiadas, ranas, salamandras, tortugas, tuataras, lagartos, cocodrilomorfos terrestres y acuáticos, varias especies de pterosaurios, numerosos dinosaurios, y mamíferos primitivos como docodontes, multituberculados, simetrodontes y triconodontos. Entre los dinosaurios se encuentran los terópodos Ceratosaurus, Allosaurus, Ornitholestes, y Torvosaurus, los sauropódos Apatosaurus, Brachiosaurus, Camarasaurus, y Diplodocus, y los ornitisquios Camptosaurus, Dryosaurus, y Stegosaurus.

## Paleobiología

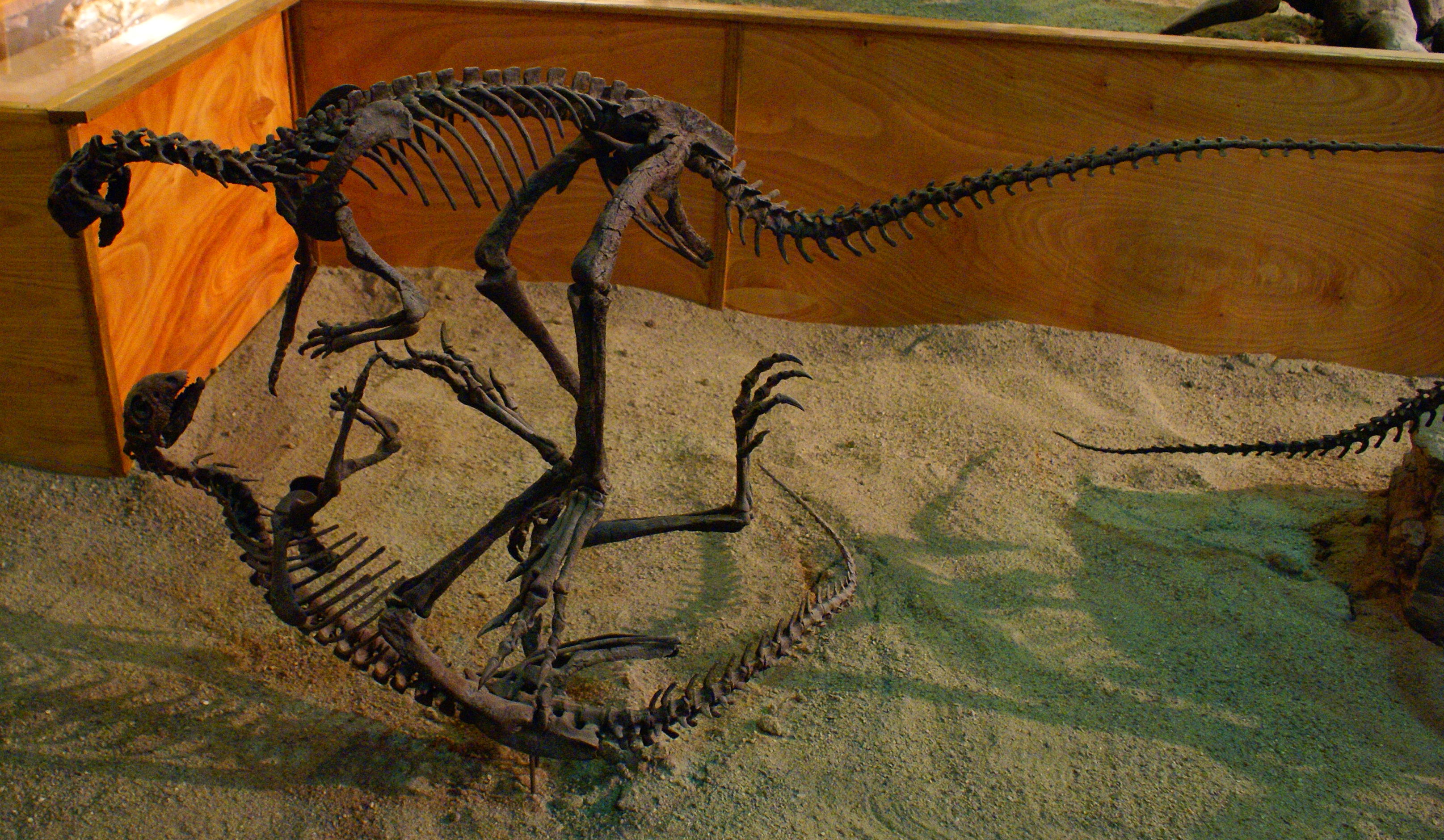
Un par de Othnielosaurus luchando.

Típicamente, Othnielosaurus ha sido interpretado, junto con los otros hipsilofodóntidos, como un pequeño herbívoro corredor aunque Bakker (1986) interpretó que el estrechamente vinculado Nanosaurus fue un omnívoro.  Esta idea tuvo algo de apoyo extraoficial, pero poco en la literatura formal; la descripción de restos más completos del cráneo será necesaria para probar esta hipótesis.